# Agua, saneamiento e higiene

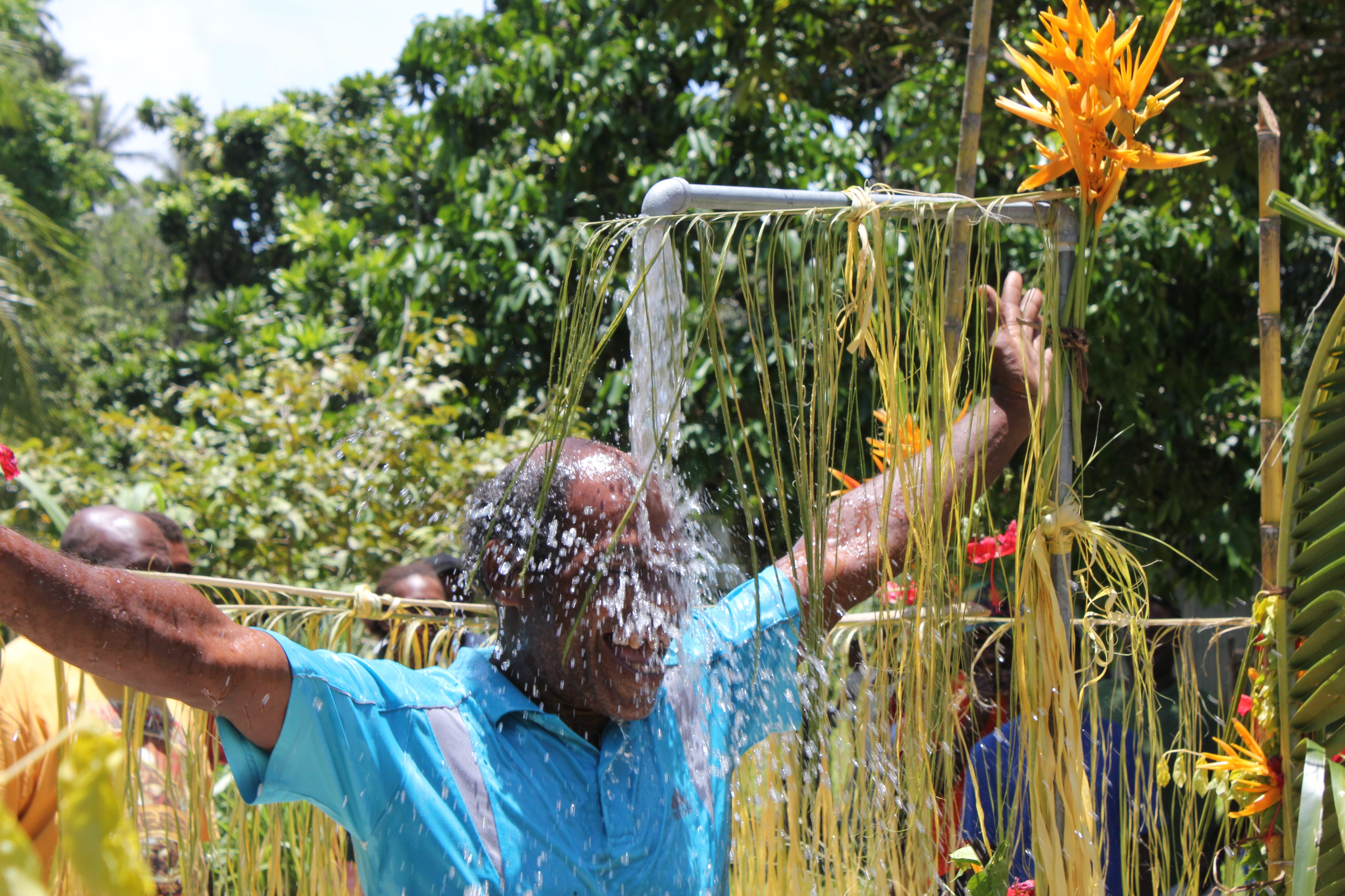
Celebrando la apertura de un suministro de agua en la provincia de Isabel, Islas Salomón

Agua, saneamiento e higiene (WASH) (o Watsan, WaSH acrónimos que hacen referencia a "agua, saneamiento e higiene"). El acceso universal, asequible y sostenible a WASH es un tema clave de la  salud pública dentro del desarrollo internacional y es el foco del Objetivo de Desarrollo Sostenible 6 (ODS 6). El ODS 6 tiene como objetivo el agua y el saneamiento equitativos y accesibles para todos, y la Meta 6.2 menciona específicamente a las mujeres y las niñas.
Varias agencias internacionales de desarrollo afirman que la atención a WASH también puede mejorar la salud, la esperanza de vida, el aprendizaje de los estudiantes, la igualdad de género y otros temas importantes de desarrollo internacional. El acceso a WASH incluye  agua segura, educación adecuada en saneamiento e higiene. Esto puede reducir las enfermedades y la muerte, y también reducir la  pobreza y mejorar el desarrollo socioeconómico.
En 2015, la Organización Mundial de la Salud  estimó que "uno de cada tres personas, o sea aproximadamente 2.400 millones de personas, aún no cuentan con instalaciones de saneamiento", mientras que 663 millones de personas aún no tienen acceso a agua potable limpia y segura. En 2017, esta estimación cambió a 2.300 millones de personas sin instalaciones sanitarias y 844 millones de personas sin acceso a agua potable limpia y segura.
La falta de saneamiento contribuye a aproximadamente 700.000 muertes de niños cada año debido a diarrea, principalmente en  países en desarrollo. La diarrea crónica puede tener efectos negativos a largo plazo en los niños, tanto en términos de desarrollo físico como cognitivo. Además, la falta de instalaciones de WASH puede evitar que los estudiantes asistan a la escuela, imponer una carga inusual a las mujeres y reducir la productividad del trabajo.

## Antecedentes
El concepto de WASH agrupa suministro de agua, saneamiento e higiene porque el impacto de las deficiencias en cada área se superponen fuertemente. Abordar estas deficiencias juntas puede lograr un fuerte impacto positivo en la salud pública.
El Año Internacional del Saneamiento de las Naciones Unidas en 2008 ayudó a aumentar la atención general para la financiación del saneamiento en los programas WASH de muchos  donantes. Por ejemplo, la Fundación Bill y Melinda Gates ha aumentado su financiación para proyectos de saneamiento desde 2009, con un fuerte enfoque en manejo y uso de excrementos.

### Objetivos globales y monitoreo
Desde 1990, el  Programa Conjunto de Monitoreo para el abastecimiento de agua, saneamiento e higiene por  OMS y UNICEF ha producido estimaciones regularmente del progreso mundial de WASH. El Programa fue responsable de monitorear el Objetivo 7.C de los Objetivos de Desarrollo del Milenio de la ONU, que tenía como objetivo "reducir a la mitad, para el año 2015, la proporción de la población sin acceso sostenible al agua potable segura y saneamiento básico". This has been replaced by the 2030 Sustainable Development Goals (SDG), where Goal 6 aims to "ensure availability and sustainable management of water and sanitation for all".
El Programa Conjunto de Monitoreo ahora es responsable de rastrear el progreso hacia los Objetivos del ODS 6 centrados en mejorar el estándar de los servicios WASH, incluido el Objetivo 6.1 "para 2030, lograr el acceso universal y equitativo al agua potable segura y asequible para todos"; y la Meta 6.2 "para 2030, lograr el acceso a saneamiento e higiene adecuados y equitativos para todos, y poner fin a la defecación al aire libre, prestando especial atención a las necesidades de las mujeres y las niñas y las personas en situaciones vulnerables". Además, el Programa colabora con otras organizaciones y agencias responsables de supervisar otros ODS relacionados con WASH, incluido el Objetivo 1.4 del ODS para mejorar el acceso a los servicios básicos, el Objetivo 3.9 del ODS 3.9 para reducir las muertes y enfermedades por agua no segura y el Objetivo 4.a del ODS construyendo y mejorando servicios WASH adecuados en las escuelas.
Para establecer un punto de referencia desde el cual se pueda monitorear el progreso hacia el logro de los ODS, el Programa Conjunto de Monitoreo produjo "Progreso en agua potable, saneamiento e higiene: actualización de 2017 y líneas de base de ODS". Según este informe, 844 millones de personas aún carecían incluso de un servicio básico de agua potable en 2017.: 3  De ellos, 159 millones de personas en todo el mundo beben agua directamente de fuentes de agua superficial, como lagos y arroyos. : 3 
Además, el informe de Programa Conjunto de Monitoreo encontró que, a nivel mundial, 4,5 mil millones de personas no tienen baños en el hogar que puedan manejar los desechos de manera segura a pesar de las mejoras en el acceso al saneamiento en las últimas décadas. Aproximadamente 600 millones de personas comparten un baño o letrina con otros hogares y 892 millones de personas practican defecación al aire libre Además, solo uno de cada cuatro personas en países de bajos ingresos tiene instalaciones para lavarse las manos con agua y jabón en el hogar. Solo el 14% de las personas en África Subsahariana tienen instalaciones para lavarse las manos. En todo el mundo, al menos 500 millones de mujeres y niñas carecen de instalaciones adecuadas, seguras y privadas para  gestión de la higiene menstrual.

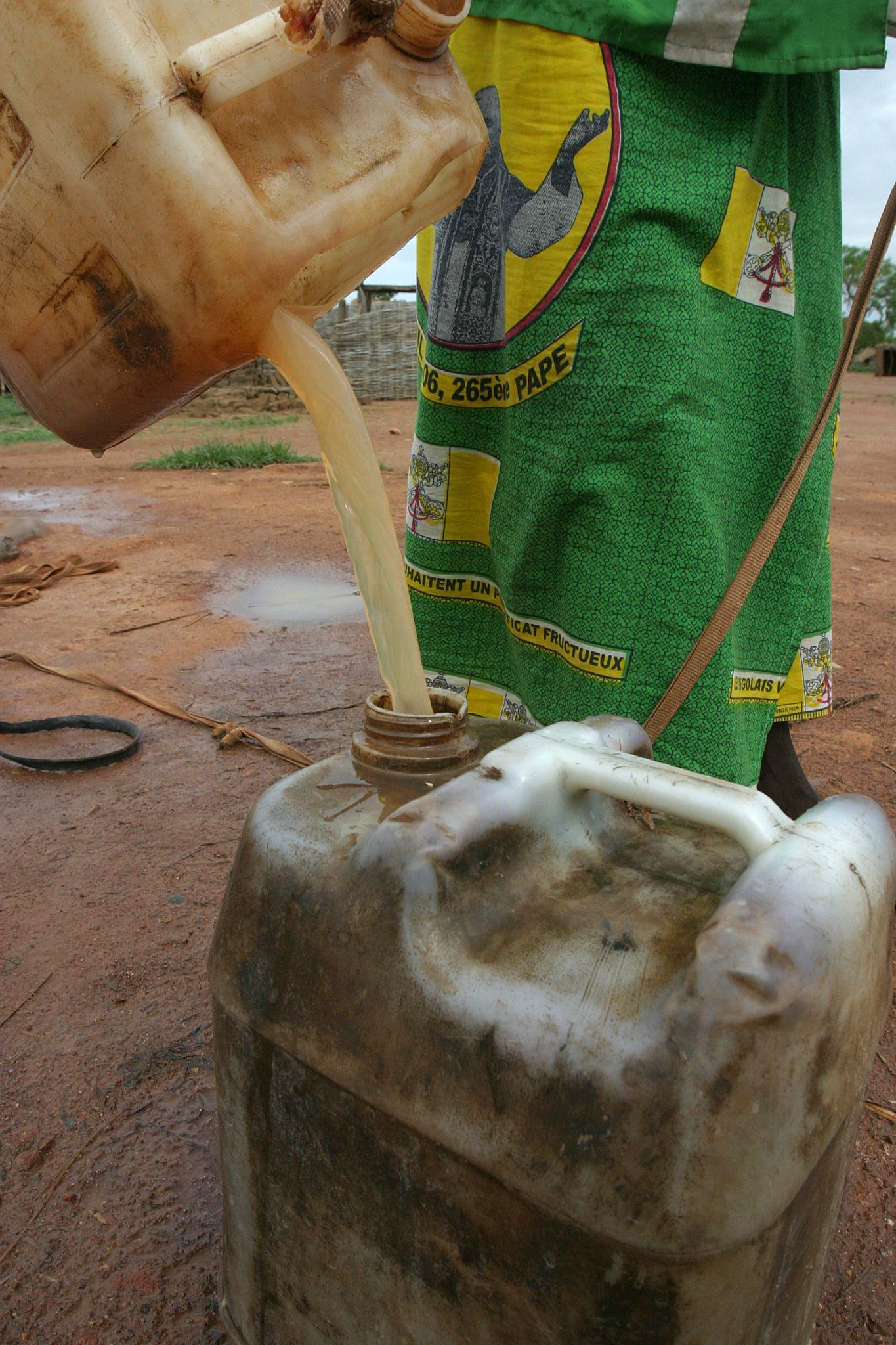
Una mujer llena un bidón con agua potable no segura en el pozo Boromata en República Centroafricana.
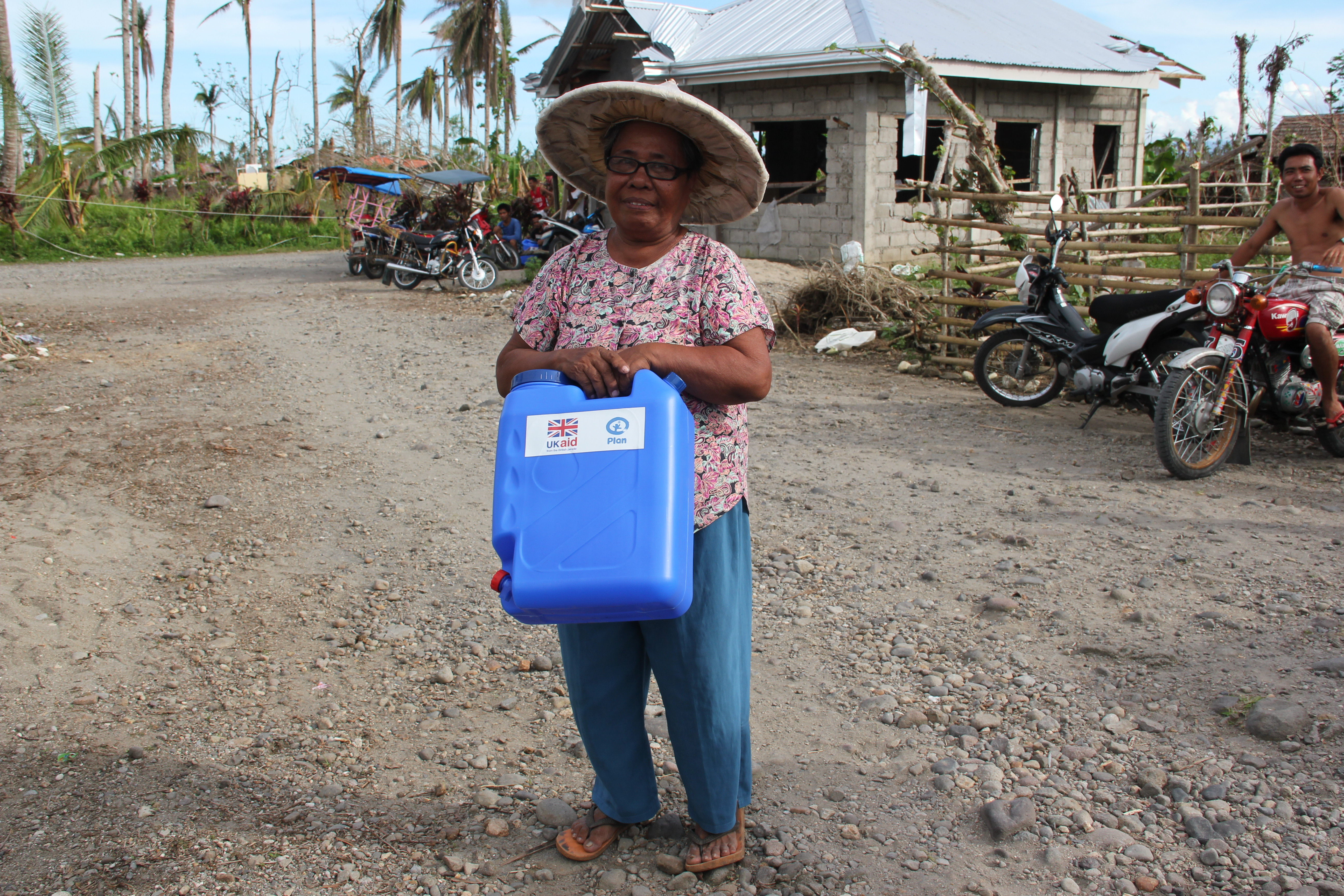
Distribuir bidones para ayudar a las personas a almacenar agua potable en Filipinas
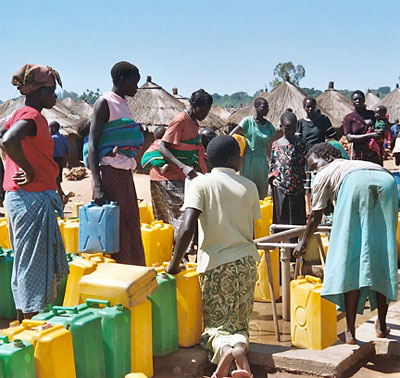
Las mujeres se alinean en un prospección para llenar sus contenedores con agua (Campo de refugiados Labuje, Kitgum, Distrito de Kitgum, Región Norte de Uganda)

## Aspectos de salud

Tasa de mortalidad atribuible al agua, saneamiento e higiene no seguros (WASH).

### Enfermedades tropicales desatendidas
Las intervenciones de agua, saneamiento e higiene ayudan a prevenir muchas enfermedades tropicales desatendidas, por ejemplo helmintiasis transmitida por el suelo. Un enfoque integrado para las enfermedades tropicales desatendidas y WASH beneficia tanto a los sectores como a las comunidades a las que apuntan servir. Esto es especialmente cierto en áreas que son endémicas con más de las enfermedades tropicales desatendidas.
En agosto de 2015, la Organización Mundial de la Salud presentó una estrategia global y un plan de acción para integrar WASH con otras intervenciones de salud pública con el fin de acelerar la eliminación de enfermedades tropicales desatendidas. El plan apunta a intensificar el control o eliminar ciertas enfermedades tropicales desatendidas en regiones específicas para 2020. Se refiere a los hitos de la hoja de ruta de enfermedades tropicales desatendidas que incluyeron, por ejemplo, la erradicación de la dracunculiasis para 2015 y de la pian para 2020, eliminación de tracoma y filariasis linfática como problemas de salud pública para 2020, control intensificado de Dengue, esquistosomiasis y helmintiasis transmitidas por el suelo. El plan consta de cuatro objetivos estratégicos: mejorar la conciencia de los beneficios de las acciones conjuntas de WASH y enfermedades tropicales desatendidas, monitorear acciones de WASH y enfermedades tropicales desatendidas para seguir el progreso, fortalecimiento de la evidencia de cómo realizar intervenciones efectivas de WASH, y planificación, entrega y evaluación de programas WASH y enfermedades tropicales desatendidas con la participación de todos  partes interesadas. El objetivo es utilizar sinergias entre los programas WASH y enfermedades tropicales desatendidas.

### Evidencia sobre resultados de salud
El acceso a WASH, en particular agua segura, saneamiento adecuado y educación de higiene adecuada, puede reducir las enfermedades y la muerte, y también afectar la reducción de la pobreza y el desarrollo socioeconómico. La falta de saneamiento contribuye a aproximadamente 700.000 muertes de niños cada año debido a la diarrea. La diarrea crónica puede tener un efecto negativo en el desarrollo del niño (tanto físico como cognitivo).
Existe un debate en la literatura académica sobre la efectividad en los resultados de salud al implementar programas WASH en países de bajos y medianos ingresos. Muchos estudios proporcionan evidencia de baja calidad sobre el impacto causal de los programas WASH en los resultados de salud de interés. La naturaleza de las intervenciones WASH es tal que los ensayos de alta calidad, como los ensayos controlados aleatorios (ECA), son costosos, difíciles y, en muchos casos, no éticos. El impacto causal de tales estudios es, por lo tanto, propenso a ser sesgado debido a la confusión residual.Los estudios a ciegas de las intervenciones WASH también plantean desafíos éticos y dificultades asociadas con la implementación de nuevas tecnologías o cambios de comportamiento sin el conocimiento de los participantes. Además, los académicos sugieren la necesidad de estudios a más largo plazo de la eficacia tecnológica, un mayor análisis de las intervenciones de saneamiento y estudios de los efectos combinados de múltiples intervenciones con el fin de evaluar más adecuadamente los resultados de salud de WASH.
Muchos académicos han intentado resumir la evidencia de las intervenciones WASH del número limitado de estudios de alta calidad. Las intervenciones de higiene, en particular las que se centran en la promoción del lavado de manos, parecen ser especialmente efectivas para reducir la morbilidad. Un metaanálisis de la literatura encontró que las intervenciones de lavado de manos redujeron el riesgo relativo de diarrea en aproximadamente un 40%. Del mismo modo, se ha encontrado que la promoción del lavado de manos está asociada con una disminución del 47% en la morbilidad. Sin embargo, un desafío con los estudios de intervención conductual de WASH es la incapacidad de garantizar el cumplimiento de tales intervenciones, especialmente cuando los estudios se basan en el autoinforme de las tasas de enfermedad. Esto evita que los investigadores concluyan una relación causal entre la disminución de la morbilidad y la intervención. Por ejemplo, los investigadores pueden concluir que educar a las comunidades sobre el lavado de manos es efectivo para reducir la enfermedad, pero no pueden concluir que el lavado de manos reduce la enfermedad. Suministro de agua en el punto de uso e intervenciones en la calidad del agua en el punto de uso también muestran una efectividad similar al lavado de manos, con aquellos que incluyen la provisión de contenedores de almacenamiento seguros que demuestran una mayor reducción de la enfermedad en los bebés.
Los tipos específicos de proyectos de mejora de la calidad del agua pueden tener un efecto protector sobre la morbilidad y la mortalidad. Un ensayo de control aleatorio en India concluyó que la provisión de tabletas de cloro para mejorar la calidad del agua condujo a una disminución del 75% en la incidencia de cólera entre la población del estudio. Un estudio cuasi aleatorio sobre datos históricos de los Estados Unidos también encontró que la introducción de tecnologías de agua limpia en las principales ciudades fue responsable de casi la mitad de la reducción de la mortalidad total y más de tres cuartos de la reducción de la mortalidad infantil. La distribución de productos de cloro u otros desinfectantes de agua para su uso en el hogar puede reducir los casos de diarrea. Sin embargo, la mayoría de los estudios sobre las intervenciones de mejora de la calidad del agua sufren de confusión residual o poca adherencia al mecanismo en estudio. Por ejemplo, un estudio realizado en Nepal encontró que la adherencia al uso de tabletas de cloro o solución de cloro para purificar el agua era tan baja como 18.5% entre los hogares del programa.
Los estudios sobre el efecto de las intervenciones de saneamiento en la salud son raros. Cuando los estudios evalúan las medidas de saneamiento, se incluyen principalmente como parte de un paquete de diferentes intervenciones. Un análisis agrupado del número limitado de estudios sobre intervenciones de saneamiento sugiere que mejorar el saneamiento tiene un efecto protector sobre la salud. También se descubrió que una intervención de saneamiento financiada por UNICEF (incluida en una intervención WASH más amplia) tiene un efecto protector sobre la incidencia de diarrea en menores de cinco años, pero no sobre la incidencia de diarrea en el hogar.
Las intervenciones de WASH también parecen tener algunas consecuencias no deseadas importantes. Por ejemplo, la intervención WASH financiada por UNICEF en Nigeria fue percibida por muchos beneficiarios del programa como un empoderamiento de mujeres y jóvenes. Por el contrario, un estudio sobre un programa de cloración pozo de agua en Guinea-Bissau en 2008 informó que las familias dejaron de tratar el agua dentro de sus hogares debido al programa que en consecuencia aumentó su riesgo de cólera.

## Desafíos

### Asentamientos urbanos irregulares

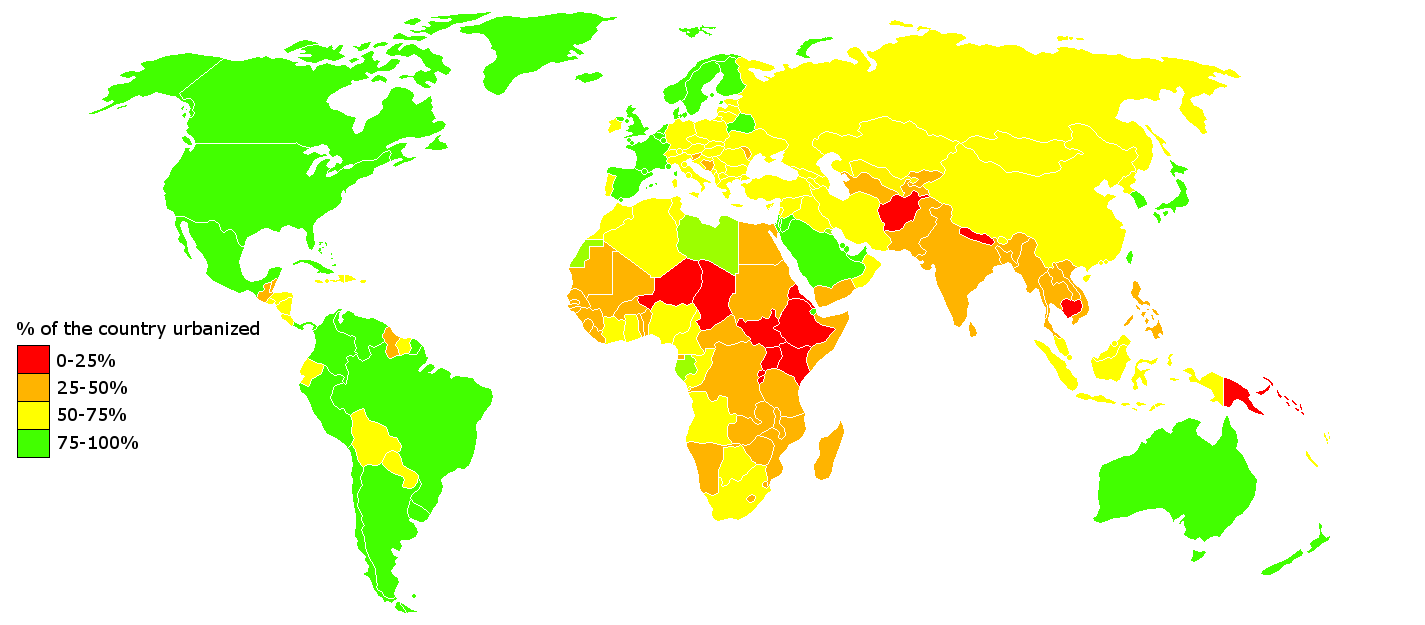
Rápido urbanización en muchos países en desarrollo.

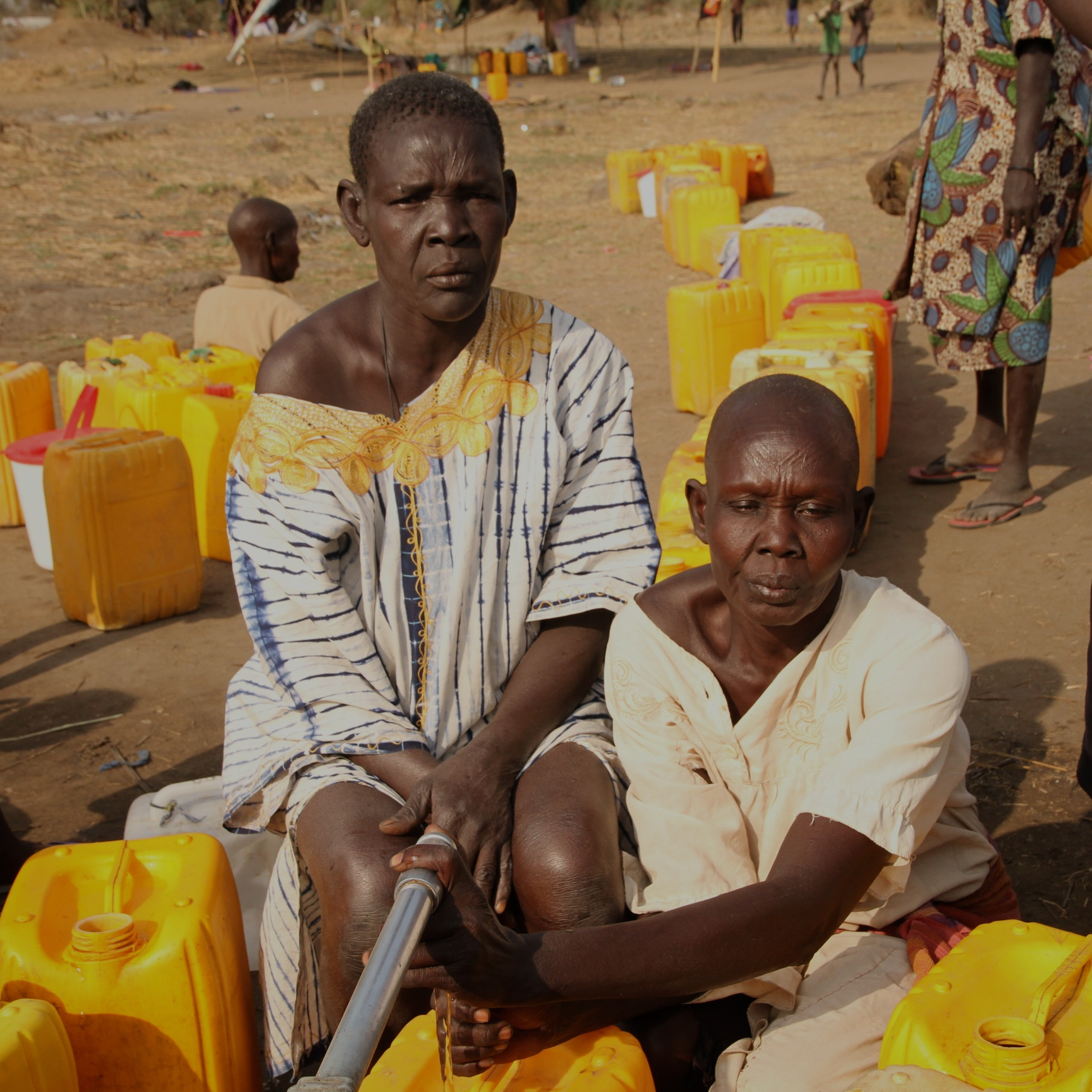
Esperar en línea durante dos horas para recoger agua de una tubería vertical.

Parte de la razón del lento progreso en el saneamiento puede deberse a la "urbanización de la pobreza", ya que la pobreza se concentra cada vez más en las zonas urbanas. La migración a áreas urbanas, que resulta en grupos más densos de pobreza, plantea un desafío para las infraestructuras de saneamiento que no fueron diseñadas originalmente para servir a tantos hogares, si es que existieron.
Existen tres barreras principales para la mejora de los servicios urbanos en los barrios marginales: en primer lugar, el suministro insuficiente, especialmente de servicios en red. En segundo lugar, generalmente existen restricciones de demanda que limitan el acceso de las personas a estos servicios (por ejemplo, debido a la baja disposición a pagar). En tercer lugar, existen restricciones institucionales que impiden que las personas de menores recursos accedan a servicios urbanos adecuados.

### Sistemas de distribución de agua
La gestión inadecuada de los sistemas de distribución de agua en los países en desarrollo puede exacerbar la propagación de enfermedades transmitidas por el agua. La Organización Mundial de la Salud estima que del 25% al 45% del agua en las líneas de distribución se pierde por fugas en los países en desarrollo. Estas fugas pueden permitir que el agua contaminada y los agentes patógenos ingresen a las tuberías de distribución, especialmente cuando un apagón da como resultado una pérdida de presión en las tuberías de suministro de agua. La contaminación cruzada de aguas residuales en las líneas de agua potable ha provocado brotes de enfermedades importantes, como un brote de fiebre tifoidea en Dusambé, Tayikistán en 1997.

### Planes nacionales deWASHy monitoreo
ONU-Agua lleva a cabo la iniciativa "Análisis y evaluación global del saneamiento y el agua potable". Este trabajo examina "hasta qué punto los países desarrollan e implementan políticas y planes nacionales para WASH, realizan un monitoreo regular, regulan y toman medidas correctivas según sea necesario, y coordinan estos procesos paralelos con suficientes recursos financieros y el apoyo de instituciones nacionales fuertes". En 2019 se descubrió que los planes WASH de muchos países no están respaldados por los recursos financieros y humanos necesarios. Esto dificulta su implementación y los resultados previstos para la prestación del servicio WASH.

### Gestión integrada de recursos hídricos
En 1992, Naciones Unidas propuso Gestión integrada de recursos hídricos como una solución para los desafíos de WASH y las fallas políticas. Un enfoque integrado para la gestión del agua tiene como objetivo minimizar los desafíos asociados con las enfermedades transmitidas por el agua, la justicia del agua, el cumplimiento deficiente de los comportamientos de higiene segura y la sostenibilidad al involucrar a las partes interesadas en todos los niveles de gestión y consumo. Este enfoque también reconoce la influencia política, económica y social de WASH, así como la necesidad de coordinar la gestión del agua y el saneamiento. Los críticos de la implementación actual de Gestión integrada de recursos hídricos argumentan que se ha impuesto externamente a países en desarrollo y puede ser culturalmente inapropiado para las necesidades de comunidades individuales. En cambio, se ha sugerido un enfoque híbrido que incluye una mayor gestión y flexibilidad a nivel comunitario pero con los mismos objetivos que la Gestión integrada de recursos hídricos.

### Fallas de los sistemasWASH
Los esfuerzos de mapeo y monitoreo de gobiernos nacionales, así como el monitoreo posterior al proyecto por parte de ONGs o investigadores, han identificado la falla de los sistemas de suministro de agua (incluidos los puntos de agua, pozos de agua y perforaciones de pozos) y sistemas de saneamiento como grandes desafíos. Muchos sistemas de agua y saneamiento son insostenibles y no brindan beneficios de salud extendidos a las comunidades a largo plazo. Esto se ha atribuido a los costos financieros, la capacitación técnica inadecuada para las operaciones y el mantenimiento, el uso deficiente de las nuevas instalaciones y los comportamientos enseñados, y la falta de participación y propiedad comunitaria.
El acceso a los servicios WASH también varía internamente dentro de las naciones, dependiendo del estado socioeconómico, el poder político y el nivel de urbanización. Según estimaciones de 2004 de UNICEF, los hogares urbanos tienen un 30% y un 135% más de probabilidades de tener acceso a fuentes mejoradas de agua y saneamiento, respectivamente, en comparación con las zonas rurales. Además, las poblaciones más pobres no pueden pagar las tarifas requeridas para la operación y el mantenimiento de la infraestructura WASH, lo que les impide beneficiarse incluso cuando existen sistemas WASH.

### Acceso equitativo al suministro de agua potable.
Un informe de monitoreo global del  Programa Conjunto de Monitoreo de Abastecimiento de Agua y Saneamiento de la OMS y UNICEF publicado en 2019 declaró que 435 millones de personas usaron  fuentes no mejoradas para su agua potable, y 144 millones todavía usaban agua superficial.  La reducción de las desigualdades en los servicios básicos de agua, saneamiento e higiene es un objetivo de larga data del sector WASH.: 11  Tales desigualdades están relacionadas, por ejemplo, con el nivel de ingresos y el género. Por ejemplo, en 24 países donde había datos desglosados disponibles, la cobertura básica de agua entre el quintil de riqueza más rico era al menos el doble que la cobertura entre el quintil más pobre.
El derechos humanos al agua y al saneamiento prohíbe la discriminación por "raza, color, sexo, idioma, religión, opinión política u otra, origen nacional o social, propiedad, nacimiento, discapacidad u otro estado". Todas estas son dimensiones de desigualdad en los servicios WASH.: 13 
El tratamiento de las desigualdades en el acceso al agua está comprendido en ley de derecho internacional de los derechos humanos. En 2000, el Segundo Foro Mundial del Agua en La Haya concluyó que las mujeres son las principales usuarias del agua doméstica, que las mujeres utilizan el agua en sus funciones clave de producción de alimentos, y que las mujeres y los niños son los más vulnerables a los desastres relacionados con el agua. En la Conferencia Internacional sobre el Agua y el Medio Ambiente, la  Declaración de Dublín sobre el agua y el desarrollo sostenible incluyó "Las mujeres desempeñan un papel central en la gestión del suministro y la salvaguarda del agua" como uno de sus cuatro principios.
Los esquemas de suministro de agua en los países en desarrollo han mostrado un mayor éxito cuando se planifica y ejecuta con la plena participación de las mujeres en las comunidades afectadas. Por ejemplo, un estudio que incluyó 88 comunidades en 14 países mostró que los proyectos donde hombres y mujeres de los hogares de usuarios previstos se incluyeron en la selección de instalaciones del sitio, y donde los proyectos de agua fueron iniciados por hogares de usuarios, en lugar de por agencias externas o líderes locales, lograron un acceso final más alto a los servicios que aquellos que no lo hicieron.

### Cuestiones de género
La falta de suministro de agua accesible, suficiente, limpia y asequible tiene impactos adversos específicamente relacionados con las mujeres en países en desarrollo. Por lo general, las mujeres y las niñas tienen la responsabilidad de recolectar agua, lo que a menudo lleva mucho tiempo y es arduo, y también puede ser peligroso para ellas. Las mujeres y niñas que recolectan agua también pueden enfrentar  asalto físico y agresión sexual en el camino. Esto incluye vulnerabilidad a la violación cuando se recolecta agua de áreas distantes, violencia doméstica por la cantidad de agua recolectada y peleas por el escaso suministro de agua. Se estima que 263 millones de personas en todo el mundo pasaron más de 30 minutos por viaje redondo para recolectar agua de una fuente mejorada.: 3 
En África subsahariana, las mujeres y las niñas llevan contenedores de agua durante un promedio de tres millas por día, gastando 40 mil millones de horas al año en la recolección de agua (caminando hacia la fuente de agua, esperando en la cola, caminando de regreso).: 14  El tiempo para recolectar agua puede llegar a expensas de la educación, las actividades generadoras de ingresos, la participación cultural y política, y el descanso y la recreación.: 2  Por ejemplo, en áreas de bajos ingresos de Nairobi, las mujeres llevan contenedores de agua de 44 libras a sus hogares, demorando entre una hora y varias horas en esperar y recoger el agua.: 733 
En muchos lugares del mundo, obtener y proporcionar agua se considera "trabajo de mujeres", por lo que género y el acceso al agua están estrechamente vinculados.: 256 La recolección y el suministro de agua a las unidades familiares sigue siendo principalmente una tarea de mujeres en países menos desarrollados, donde la recolección de agua se considera una tarea principal.: 256  Este trabajo de agua también es en gran medida trabajo doméstico no remunerado basado en normas patriarcales de género y a menudo relacionado con el trabajo doméstico, como lavandería, cocina y cuidado de niños.: 5  Las áreas que dependen de las mujeres para recolectar agua principalmente incluyen países en África, Asia meridional y en Oriente Medio.: 4 
Las normas de género pueden afectar negativamente la forma en que los hombres y las mujeres acceden al agua a través de esas expectativas de comportamiento a lo largo de las líneas de género, por ejemplo, cuando la recolección de agua es una tarea de las mujeres, los hombres que recolectan agua pueden enfrentar discriminación por realizar el trabajo percibido de las mujeres. Por ejemplo, es probable que las mujeres se vean disuadidas de ingresar a servicios públicos de agua en los países en desarrollo porque "las normas sociales prescriben que es un área de trabajo que no es adecuada para ellas o que son incapaces de desempeñarse bien".: 13  Sin embargo, un estudio realizado por Banco Mundial en 2019 encontró que la proporción de mujeres profesionales del agua ha crecido en los últimos años.: x 

En muchas sociedades, la tarea de limpiar los baños recae en mujeres o niños, lo que puede aumentar su exposición a enfermedades.: 19 

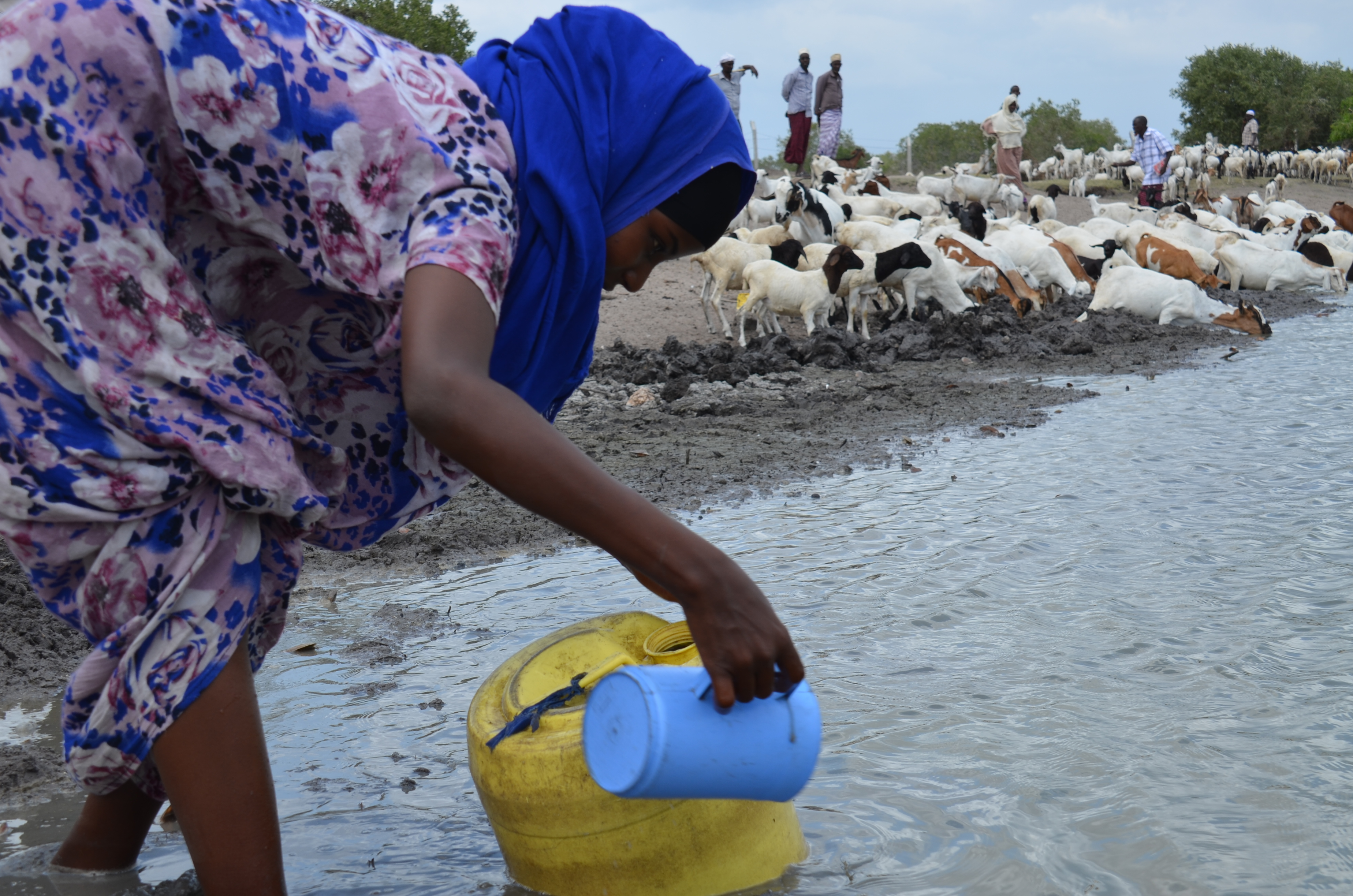
Mujer recogiendo agua en Kenia.

Gender-sensitive approaches to water and sanitation have proven to be cost effective.
Muchas organizaciones de defensa de los derechos de las mujeres y del agua han identificado la privatización del agua como un área de preocupación, a veces alegando efectos negativos que afectan específicamente a las mujeres.

#### Ejemplos de políticas de país
Un estudio realizado en 2003 evaluó las tendencias en transversalización de género a nivel político e institucional. También se refirió a la tendencia paralela hacia la Gestión Integrada de los Recursos Hídricos (GIRH). El estudio concluyó que: 

"Lo que está sucediendo en Sudáfrica es emocionante. [...] Ahora lidera el campo y es pionero en sus propias versiones de la Reserva Ambiental, y servicios básicos de saneamiento y agua gratuitos para los muy pobres. Otros países (Zambia, Bangladesh, Uganda, ..) están demostrando compromisos con el vínculo de género y agua, pero enfrentan problemas para llevar los principios a través de las cadenas institucionales y legislativas ".

En Uganda, la Política Nacional del Agua tiene la plena participación de las mujeres en todos los niveles como uno de sus principios.

## Escuelas

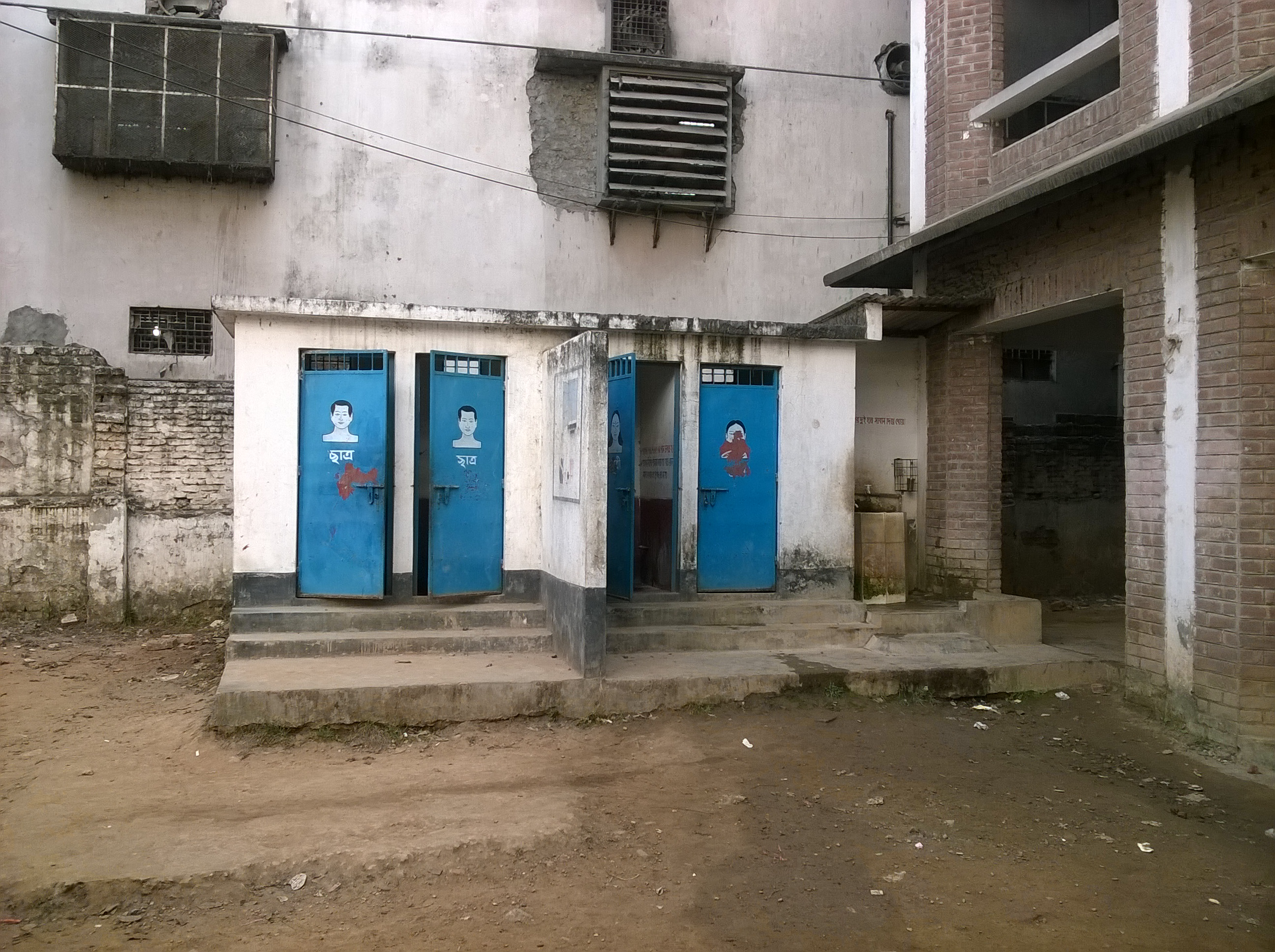
Inodoros escolares, es decir, Shaheed Monomia Government Secondary School, Tejgaon, Dhaka (Bangladés)

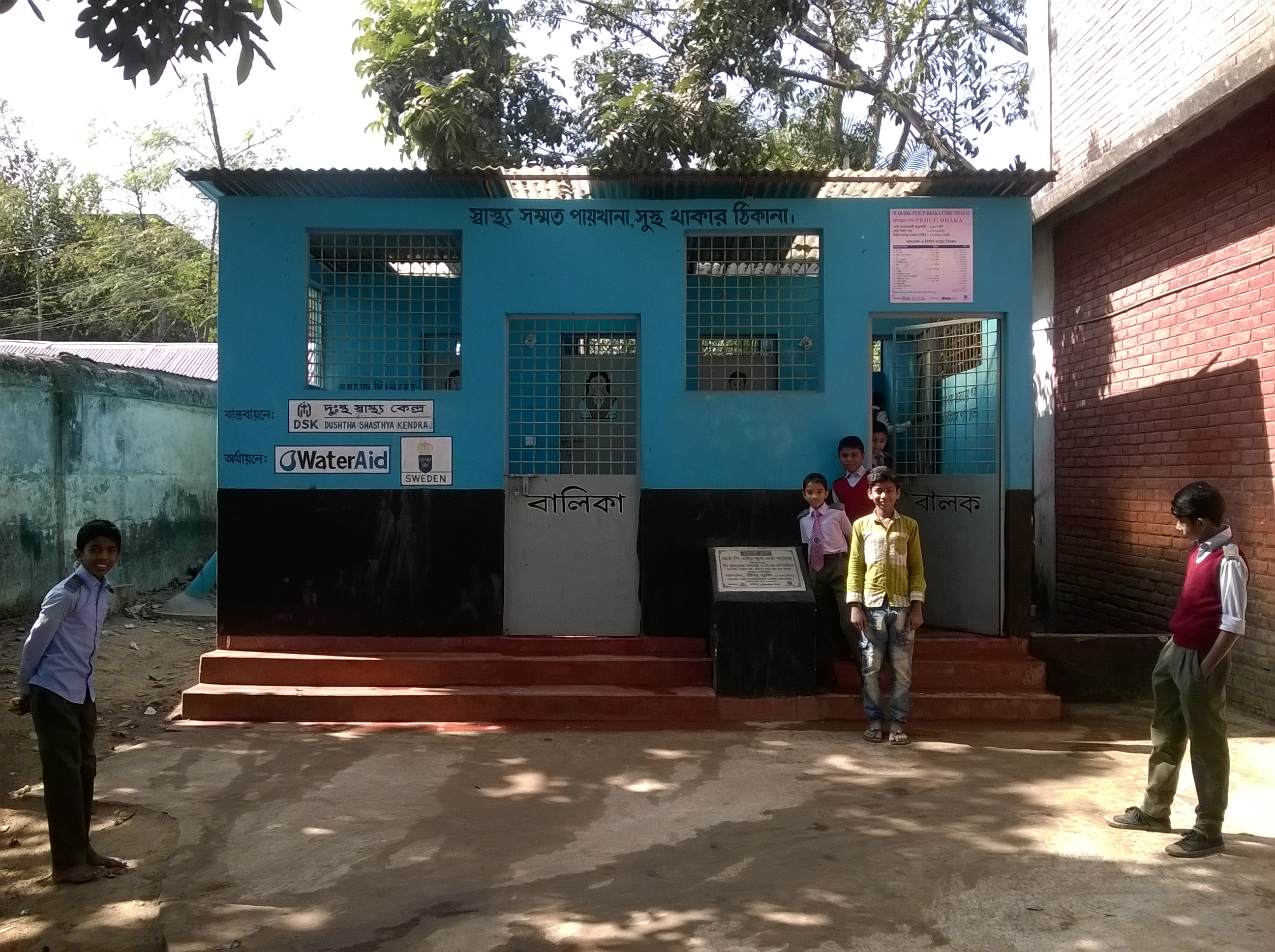
Aseo escolar Et If School & College, Mohakhali, Dacca (Bangladés)

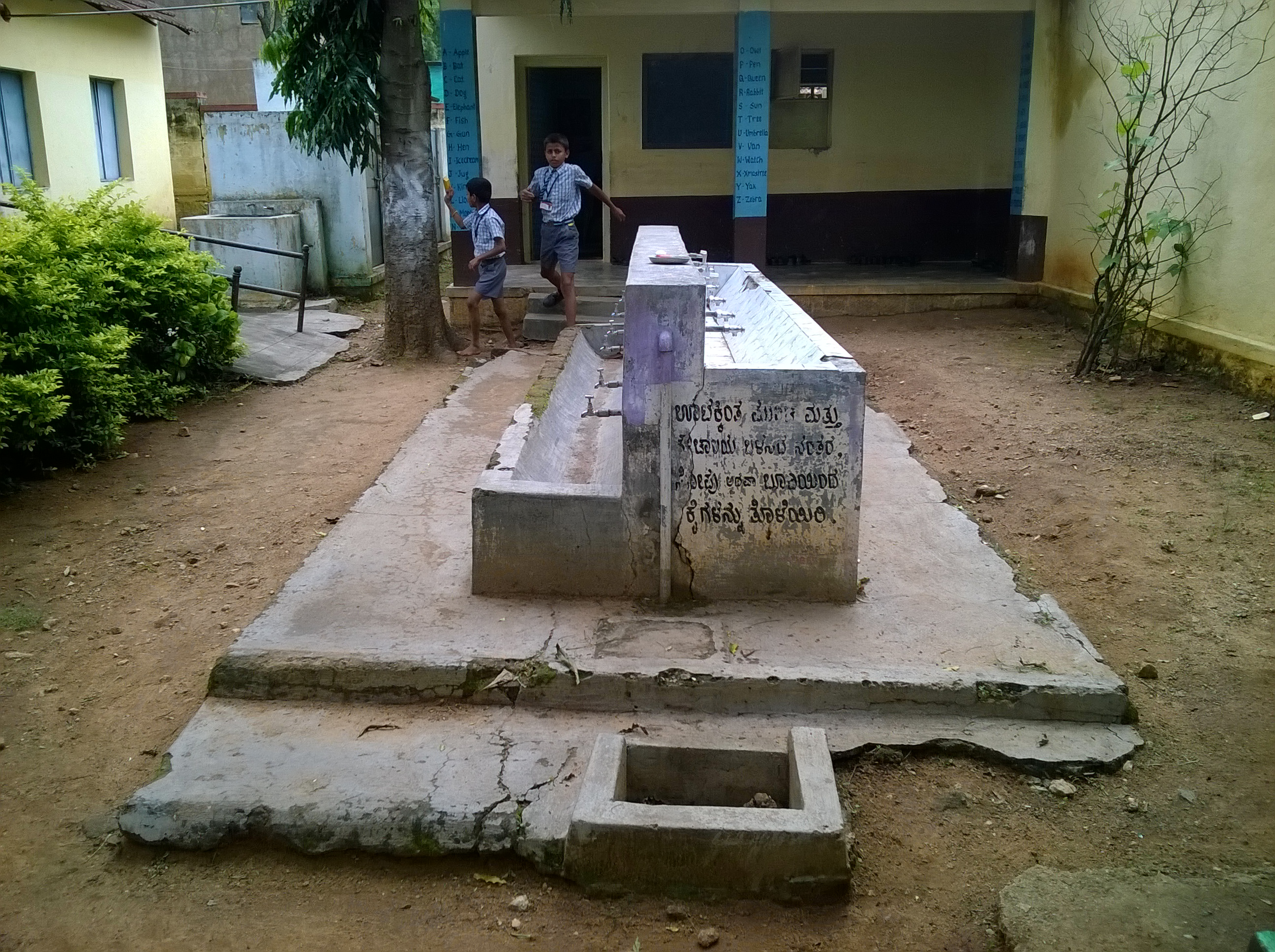
Lavado de manos se encuentra en una escuela en el distrito Mysore, Karnataka, India

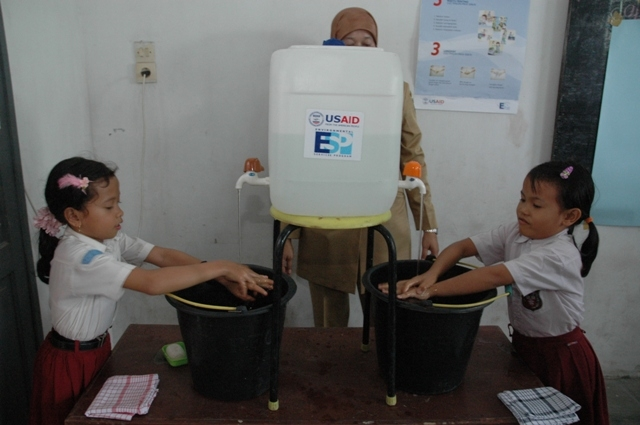
Alumnos en Medan, Indonesia, practican lavado de manos en clase

WASH en las escuelas, a veces llamado SWASH o WinS, reduce significativamente las enfermedades relacionadas con la higiene, aumenta la asistencia de los estudiantes y contribuye a la dignidad y la igualdad de género. WASH en las escuelas contribuye a entornos escolares sanos y seguros que pueden proteger a los niños de los riesgos para la salud, el abuso y la exclusión. También permite a los niños convertirse en agentes de cambio para mejorar las prácticas de agua, saneamiento e higiene en sus familias y comunidades.
La falta de instalaciones WASH puede evitar que los estudiantes asistan a la escuela, imponer una carga a las mujeres y disminuir la productividad.
Los datos de más de 10.000 escuelas en Zambia se analizaron en 2017 y confirmaron que la mejora en la provisión de saneamiento en las escuelas se correlacionó con una alta tasa de matriculación de mujeres a hombres y una menor tasa de repetición y deserción, especialmente para las niñas. El estudio confirmó así los vínculos entre baños adecuados en las escuelas y el progreso educativo de las niñas.
Más de la mitad de todas las escuelas primarias en los países en desarrollo con datos disponibles no cuentan con instalaciones de agua adecuadas y casi dos tercios carecen de saneamiento adecuado. Incluso donde existen instalaciones, a menudo están en malas condiciones. Los niños y niñas pueden participar más plenamente en la escuela cuando hay un mejor acceso al agua.: 24 
Las razones de la falta o mal mantenimiento de las instalaciones de agua y saneamiento en las escuelas de los países en desarrollo incluyen la falta de colaboración intersectorial, falta de cooperación entre escuelas, comunidades y diferentes niveles de gobierno, así como la falta de liderazgo y responsabilidad.
Los fuertes tabúes culturales en torno a la menstruación, que están presentes en muchas sociedades, junto con la falta de servicios de  Gestión de la higiene menstrual en las escuelas, hacen que las niñas permanezcan fuera de la escuela durante la menstruación.

### Enfoques
Los métodos para mejorar la situación de la infraestructura WASH en las escuelas incluyen a nivel de políticas: ampliar el enfoque del sector educativo, establecer un sistema sistemático de aseguramiento de la calidad, distribuir y utilizar los fondos de manera inteligente. Otras recomendaciones prácticas incluyen: tener una estrategia de movilización clara y sistemática, apoyar al sector educativo para fortalecer las asociaciones intersectoriales, establecer un sistema de monitoreo constante que se encuentre dentro del sector educativo, educar a los educadores y asociarse con la administración escolar.

#### Selección de Ambientes apto
El apoyo brindado por  agencias de desarrollo a gobiernos a nivel nacional, estatal y distrital es útil para crear gradualmente lo que comúnmente se conoce como un entorno propicio para WASH en las escuelas. Esto incluye políticas sólidas, una estrategia adecuada y con buenos recursos, y una planificación efectiva. Tales esfuerzos deben mantenerse durante períodos de tiempo más largos, ya que los ministerios y departamentos de educación son organizaciones muy grandes, que generalmente muestran mucha inercia y tardan en reformarse.
El éxito también depende del liderazgo a nivel local y un compromiso colectivo genuino de la escuela y de las partes interesadas hacia el desarrollo escolar. El desarrollo del capital humano y social entre los principales interesados de la escuela es importante. Esto se aplica a los estudiantes y sus clubes representativos, director y maestros, padres y miembros del Comités de gestión escolar. Además, otras partes interesadas deben participar en su esfera de influencia directa, como: miembros de la comunidad,  organizaciones comunitarias, educación oficial,  autoridades locales.

#### Lavado de manos grupal
El grupo diario supervisado de lavado de manos en las escuelas puede ser una estrategia efectiva para desarrollar buenos hábitos de higiene, con el potencial de conducir a resultados positivos de salud y educación para los niños. Esto, por ejemplo, ha sido implementado en el "Programa de Atención Médica Esencial" por el Departamento de Educación en Filipinas. La desparasitación dos veces al año, complementada por lavarse las manos diariamente con jabón y cepillarse los dientes diariamente con fluoruro, es el núcleo de este programa nacional. También se ha implementado con éxito en Indonesia.

### Ejemplos
UNICEF incluye iniciativas WASH en su trabajo con escuelas en más de 30 países.

## Instituciones de salud
La provisión de agua, saneamiento e higiene adecuados es una parte esencial de la prestación de servicios básicos de salud en los centros de salud. WASH en los establecimientos de salud ayuda a prevenir la propagación de enfermedades infecciosas y protege al personal y a los pacientes. Se necesitan medidas urgentes para mejorar los servicios de WASH en los establecimientos de salud en países en desarrollo.
Según la Organización Mundial de la Salud, los datos de 54 países en entornos de ingresos bajos y medios que representan 66.101 establecimientos de salud muestran que el 38% de los establecimientos de salud carecen de fuentes de agua mejoradas, el 19% carece de saneamiento mejorado, mientras que el 35% carece de acceso al agua y al jabón para lavarse las manos. La ausencia de servicios básicos de WASH compromete la capacidad de proporcionar servicios de rutina y dificulta la capacidad de prevenir y controlar infecciones. El suministro de agua en los establecimientos de salud fue el más bajo en África, donde el 42% de los establecimientos de salud carece de una fuente mejorada de agua en el sitio o en sus alrededores. La provisión de saneamiento es la más baja en las Américas, ya que el 43% de las instalaciones de atención médica carecen de servicios adecuados.
La mejora de los estándares de WASH dentro de los establecimientos de salud debe guiarse por las políticas y estándares nacionales, así como por un presupuesto asignado para mejorar y mantener los servicios. Existen varias soluciones que pueden mejorar considerablemente la salud y la seguridad de los pacientes y los proveedores de servicios en los centros de salud.
- Disponibilidad de agua segura: es necesario mejorar los sistemas de bombeo de agua dentro de las instalaciones de salud. La provisión de agua segura es necesaria para beber, pero también para su uso en cirugía y partos, preparación de alimentos, bañarse y ducharse.[64]
- Las prácticas mejoradas de lavado de manos entre el personal de salud deben implementarse mediante una orientación y capacitación adecuadas. Se deben proporcionar estaciones funcionales de lavado de manos en puntos estratégicos de atención dentro de los establecimientos de salud. En entornos de bajos recursos, un fregadero o cuenca con agua y jabón o desinfectante para manos debe estar disponible en los puntos de atención e inodoros.[64]
- Gestión del sistema de residuos: la gestión adecuada de los residuos sanitarios y la eliminación segura de las excretas y las aguas residuales son cruciales para prevenir la propagación de enfermedades.[65] Los desechos deben separarse de forma segura dentro de grandes contenedores en el área de consulta y los objetos afilados y los desechos infecciosos eliminados de manera adecuada y segura.[64]
- Promoción de la higiene: se debe implementar una comunicación clara y práctica con los pacientes y visitantes, incluido el personal, sobre la promoción de la higiene dentro de las instalaciones.[65]
- Accesibilidad a los inodoros: inodoros accesibles y limpios, separados por género, en cantidades suficientes para el personal, los pacientes y los visitantes.[65] Instalaciones sanitarias mejoradas que son utilizables, separadas para pacientes y personal, separadas para mujeres y que permiten el manejo de la higiene menstrual y satisfacen las necesidades de las personas discapacitadas.[64]

## Historia

### Abreviatura
La abreviatura WASH se utilizó desde el año 1988 en adelante como acrónimo de "Water and Sanitation for Health" del inglés "Agua y saneamiento para la salud" de la Agencia de los Estados Unidos para el Desarrollo Internacional. En ese momento, la letra "H" significaba "salud", no "higiene". De manera similar, en Zambia, el término WASHE se usó en un informe en 1987 y significaba "Educación para la salud del saneamiento del agua". Un "informe del proyecto WASH" aún más antiguo de USAID se remonta a 1981.
Desde aproximadamente 2001 en adelante, las organizaciones internacionales activas en el área de defensa del suministro de agua y saneamiento, como el Consejo de colaboración de suministro de agua y saneamiento y el Centro Internacional de Agua y Saneamiento (IRC) en los Países Bajos comenzaron a usar "WASH" como un término general para agua, saneamiento e higiene. Desde entonces, "WASH" ha sido ampliamente adoptado como un acrónimo práctico de agua, saneamiento e higiene en el contexto del desarrollo internacional. El término "WatSan" también se usó durante un tiempo, especialmente en el sector de respuesta de emergencia, como con  FICR y  ACNUR, pero no ha demostrado ser tan popular como WASH.

## Sociedad y cultura

### Premios
Se otorgan varios premios a personas u organizaciones que trabajan en WASH, en particular:
- El Premio del Agua de Estocolmo desde 1991, con una amplia visión de las actividades relacionadas con el agua, junto con el Premio Júnior del Agua de Estocolmo y el Premio de la Industria del Agua de Estocolmo.
- El Premio Internacional del Agua de la Universidad de Oklahoma desde 2009, por actividades de WASH en países en desarrollo.
- Los Sarphati Sanitation Awards desde 2013, por iniciativa empresarial de saneamiento.

### Grandes organizaciones o redes internacionales
- Asociación de Investigación y Desarrollo de Bremen en el Extranjero
- IRC
- Saneamiento y agua para todos
- Organización holandesa de desarrollo
- Alianza de saneamiento sostenible
- UNICEF - La estrategia declarada de UNICEF es "lograr un acceso universal y equitativo a agua potable segura y asequible para todos".[72]
- ONU-Agua - La Red Interagencial Naciones Unidas sobre la Mujer y la Igualdad de Género (IANWGE) estableció la Fuerza de Tarea sobre Género y Agua en 2003. La Fuerza de Tarea se convirtió en una Fuerza de Tarea de ONU-Agua y asumió la responsabilidad componente de género de International Water for Life Decade (2005-1015).[73] The Task Force's mandate ended in 2015 and the Task Forces later turned into Experts Groups (there is no Expert Group on gender).
- Ayuda en agua
- Programa de agua y saneamiento
- Consejo Colaborativo de Abastecimiento de Agua y Saneamiento
- Banco Mundial - El grupo de Género y Desarrollo del Banco Mundial ha abordado la cuestión de género a nivel institucional, citando esfuerzos exitosos de "integración de género" en muchos de sus proyectos de suministro de agua y saneamiento. Ya en 1996, el Banco Mundial publicó un "Juego de herramientas sobre género en agua y saneamiento".[74]

### Sensibilización
Varias organizaciones realizan regularmente actividades de sensibilización sobre la importancia de WASH a través de sus publicaciones y actividades en ciertos días especiales del año (Naciones Unidas  días de observancia), a saber: Día Mundial del Agua para agua (22 de marzo), Día Mundial del Inodoro para saneamiento (19 de noviembre) y Día Mundial del Lavado de Manos para higiene (15 de octubre).